# Legislativversammlung des Bundesstaats Rio de Janeiro
Die Legislativversammlung des Bundesstaats Rio de Janeiro, amtlich portugiesisch Assembleia Legislativa do Estado do Rio de Janeiro (ALERJ) ist das oberste gesetzgebende Organ des brasilianischen Bundesstaats Rio de Janeiro.
Ihr Sitz befindet sich im Palácio Tiradentes in Rio de Janeiro. Das Parlament besteht aus 70 nach Verhältniswahlrecht gewählten Abgeordneten, den deputados estaduais, die auf vier Jahre gewählt werden, zuletzt bei den Parlamentswahlen im Rahmen der Wahlen in Brasilien 2018.

## Geschichte
1834 wurde auf dem Gebiet von Rio de Janeiro der Município Neutro, die Neutrale Stadt, gegründet und die Provinz Rio de Janeiro des Kaiserreichs Brasilien erhielt ein eigenes Provinzialparlament, die Assembleia Legislativa Provincial, die am 1. Februar 1835 die Geschäfte aufnahm.
Bei der Republikgründung 1889 wurde aus der Provinz der Bundesstaat Rio de Janeiro, die Gesetzgebende Versammlung wurde bei der Gründung des Bundesstaats Guanabara von 1960 bis 1975 nach Niterói verlagert und bei Wiederzusammenlegung der beiden Staaten erneut nach Rio de Janeiro verlegt mit neuer Zählung der Legislaturperioden.

## Legislaturperioden der neuesten Zeit
- 1. Legislaturperiode: 1975–1979
- 2. Legislaturperiode: 1979–1983
- 3. Legislaturperiode: 1983–1987
- 4. Legislaturperiode: 1987–1991
- 5. Legislaturperiode: 1991–1995
- 6. Legislaturperiode: 1995–1999
- 7. Legislaturperiode: 1999–2003
- 8. Legislaturperiode: 2003–2007
- 9. Legislaturperiode: 2007–2011
- 10. Legislaturperiode: 2011–2015
- 11. Legislaturperiode: 2015–2019
- 12. Legislaturperiode: 2019–2023, aktuell

Quelle: